# Bộ An ninh Nhà nước Triều Tiên
Bộ An ninh Nhà nước Cộng hòa Dân chủ Nhân dân Triều Tiên (tiếng Hàn: 조선민주주의인민공화국 국가보위성) là cơ quan cảnh sát mật của Bắc Triều Tiên. Đây là một cơ quan độc lập của chính phủ Bắc Triều Tiên, báo cáo trực tiếp lên Chủ tịch Triều Tiên. Cơ quan này được cho là một trong những lực lượng cảnh sát mật tàn bạo nhất thế giới và đã tham gia vào nhiều vụ vi phạm nhân quyền.
Đây là một trong hai cơ quan cung cấp an ninh hoặc bảo vệ cho các quan chức và nhân vật quan trọng của Bắc Triều Tiên, cùng với Bộ Tư lệnh Cận vệ Tối cao. MSS được biết đến với biệt danh Saeng-gag-gyeongchal (Korean: 생각경찰) có nghĩa là Cảnh sát Tư tưởng của Bắc Triều Tiên dưới thời Kim Jong-un kể từ khi lên nắm quyền vào tháng 12 năm 2011.

## Lịch sử
Năm 1945, Cục An ninh CHDCND Triều Tiên được thành lập, trực thuộc "Sở Cảnh sát". Năm 1948, cơ quan này trở thành và trực thuộc Cục Bảo vệ Chính trị trực thuộc Bộ Nội vụ (tiếng Hàn Quốc: 내무성 정치보위국). Tháng 2 năm 1949, cơ quan này trở thành Cục An ninh Chính trị (tiếng Hàn Quốc: 정치보위부로). Tháng 9 năm 1948, Cục Chính trị Quốc gia, chuyên trách về chính trị tại khu vực Bắc Triều Tiên, được thành lập.
Tuy nhiên, vào ngày 20 tháng 8 năm 1949, sau khi Lee Chang-ok, Thứ trưởng Bộ Ngoại giao Hàn Quốc, trốn thoát khỏi Haeju, Hàn Quốc, cùng với Kim Kang và những người khác, tổ chức này đã bị giải thể sau một cuộc thanh trừng lớn. Nó được sáp nhập vào Bộ An sinh Xã hội (sau này được gọi là Bộ An ninh Nhân dân). Năm 1951, nó được đổi tên thành Cục An ninh Chính trị An sinh Xã hội. Năm 1952, đổi tên thành Cục An ninh Nội địa. Năm 1962, nó trở thành Cục An ninh Chính trị Xã hội (tiếng Hàn Quốc: 사회안전성 정치보위국). SSD được thành lập vào năm 1973, tách ra khỏi Bộ Công an.
Một số người đào tẩu và nguồn tin cho rằng không giống như các đối tác Khối phía Đông, các chức năng An ninh Nhà nước thực sự được thực hiện bởi một số cơ quan an ninh lớn hơn và khác nhau hoạt động dưới quyền Đảng Lao động Triều Tiên (WPK) hoặc Quân đội Nhân dân Triều Tiên (KPA, lực lượng vũ trang Bắc Triều Tiên), mỗi cơ quan có trách nhiệm riêng và tên gọi được phân loại theo mã (ví dụ: Phòng 39), và cơ quan này chẳng khác gì một cái vỏ rỗng được giới tinh hoa sử dụng để phối hợp các hoạt động của họ và làm vỏ bọc cho họ.
Chức vụ người đứng đầu Cục An ninh bị bỏ trống sau khi Cục trưởng Ri Chun-su qua đời vào năm 1987, mặc dù trên thực tế, nếu không muốn nói là trên danh nghĩa, chức vụ này do Kim Jong-il và Cục Tổ chức và Hướng dẫn của Đảng Lao động Triều Tiên (WPK) do ông đứng đầu kiểm soát. Năm 1998, MSS chuyển sang trực thuộc Ủy ban Quốc phòng, cũng do Kim Jong-il làm chủ tịch. Cuối cùng, vào năm 2007, chức vụ này được chuyển giao cho Cục Hành chính WPK, với phó giám đốc thứ nhất chịu trách nhiệm quản lý công việc hàng ngày của MSS, nhưng vẫn tiếp tục có nghĩa vụ đối với Cục Tổ chức và Hướng dẫn.
Vào tháng 11 năm 2011, có thông tin rằng Tướng U Tong-chuk đã được bổ nhiệm làm Bộ trưởng thường trực An ninh Nhà nước, là người đầu tiên thuộc loại này kể từ năm 1987, đảm nhiệm một vị trí bị bỏ trống trong 24 năm. Điều này gần như đồng thời với việc Tướng Ri Myong-su được bổ nhiệm làm Bộ trưởng An ninh Nhân dân. Các nguồn khác cũng tuyên bố rằng Kim Jong-un đã làm việc tại Bộ An ninh Nhà nước trước và/hoặc sau khi được tấn phong làm người thừa kế rõ ràng vào tháng 9 năm 2010. Kim Won-hong được bổ nhiệm làm Bộ trưởng vào tháng 4 năm 2012 khi chức vụ này được phục hồi sau cái chết của Kim Jong-il. Ông từng là phụ tá của Kim Jong-un cho đến tháng 2 năm 2017 khi ông bị cáo buộc là đã nộp báo cáo sai cho Kim Jong-un và xử lý sai một phụ tá của Kim Jong-un. Ông đã chính thức bị thay thế vào tháng 10 năm 2017 tại một phiên họp toàn thể của Ủy ban Trung ương WPK bởi Jong Kyong-thaek. So Tae-ha là Thứ trưởng, trong khi Kim Chang-sop là Trưởng phòng Chính trị của Bộ.
Vào ngày 21 tháng 10 năm 2021, MSS được chỉ thị không giám sát những người Triều Tiên sống gần biên giới Trung Quốc-Triều Tiên, những người được cho là không có bất kỳ nghi ngờ nào về ý thức hệ.

## Nhiệm vụ
Bộ An ninh Nhà nước có nhiệm vụ điều tra các tội phạm chính trị và kinh tế ở Bắc Triều Tiên, đặc biệt là các tội ác chống lại gia tộc họ Kim. Bộ này cũng có nhiệm vụ bảo vệ VIP cho các nhà ngoại giao và nhân viên Triều Tiên làm việc tại các đại sứ quán, lãnh sự quán và các phái bộ nước ngoài khác của Triều Tiên ở nước ngoài. Bên cạnh nhiệm vụ an ninh nội bộ, Bộ còn tham gia vào hoạt động của các trại tập trung, nhà tù và nhiều hoạt động bí mật khác của Triều Tiên.
Bộ này được biết đến là đã liên kết với nhiều bộ và cơ quan chính phủ khác để hỗ trợ họ thực hiện các nhiệm vụ khác nhau.

## Lãnh đạo
| No. | Chân dung                   | Bộ trưởng                    | Nhậm chức | Rời chức  |
| --- | --------------------------- | ---------------------------- | --------- | --------- |
| 1   | Lee Chang-ok이창옥 (李昌玉) | Lee Chang-ok 이창옥 (李昌玉) | 1948      | 1949      |
| 2   | Kim Byong-ha김병하 (金炳夏) | Kim Byong-ha 김병하 (金炳夏) | 1973      | 1982      |
| 3   | Jin Soo-lee김창봉 (李鎭洙)  | Jin Soo-lee 김창봉 (李鎭洙)  | 1982      | 1987      |
| 4   | Kim Ryong-yong최현          | Kim Ryong-yong 최현          | 1988      | 1998      |
| 5   | Kim Jong-il김정일           | Kim Jong-il 김정일           | 1998      | 1999      |
| 6   | Jang Song-thaek장성택       | Jang Song-thaek 장성택       | 1999      | 2005      |
| 7   | U Tong-chuk우동측           | U Tong-chuk 우동측           | 2005      | 2012      |
| 8   | Kim Won-hong김원홍          | Kim Won-hong 김원홍          | 2012      | 2018      |
| 9   | Jong Kyong-thaek정경택      | Jong Kyong-thaek 정경택      | 2018      | 2022      |
| 10  | Ri Chang-dae리창대          | Ri Chang-dae 리창대          | 2022      | Incumbent |

## Quân hàm
| Quân hàm     | Insignia |
| ------------ | -------- |
| Đại tướng    |          |
| Thượng tướng |          |
| Trung tướng  |          |
| Thiếu tướng  |          |
| Đại tá       |          |
| Thượng tá    |          |
| Trung tá     |          |
| Thiếu tá     |          |
| Đại úy       |          |
| Thượng úy    |          |
| Trung úy     |          |
| Thiếu úy     |          |